# Schlacht von Gródek (1914)
Kraśnik – Komarów – Złoczów – 
Gnila Lipa – Lemberg – Grodek –
Rawa Ruska
Die Schlacht von Gródek fand zu Beginn des Ersten Weltkrieges an der Ostfront in Galizien zwischen russischen und österreichisch-ungarischen Truppen statt und endete am 7. September 1914 mit der Einnahme der 24 km südwestlich von Lemberg gelegenen Stadt Gródek (ukrainisch Городок; russisch Gorodok, polnisch Gródek) durch die Russen.

## Vorgeschichte

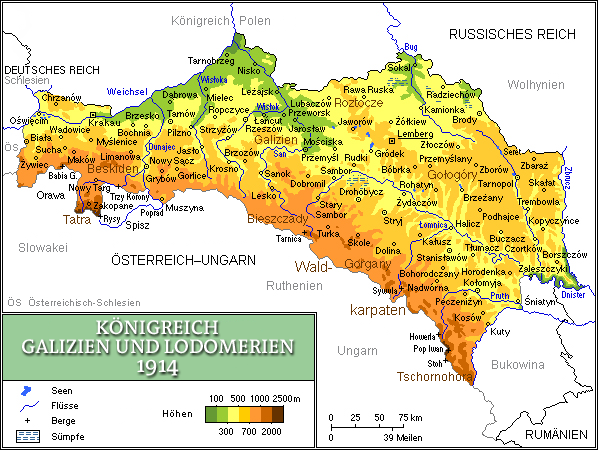
Karte des Königreichs Galizien und Lodomerien (1846–1918)

Die Stadt Gródek stand seit 1772 als Teil des Königreichs Galizien und Lodomerien unter österreichischer Herrschaft. In der Anfangsphase des Ersten Weltkrieges war die unmittelbar an der Ostfront liegende Stadt mehrfach Kriegsschauplatz. Die später unter dem Begriff Schlacht in Galizien zusammengefassten Kämpfe zwischen den an der Ostfront aufmarschierenden Truppen des russischen Kaiserreichs und Österreich-Ungarns begannen ab 23. August 1914 mit anfänglichen Erfolgen der österreichisch-ungarischen Streitkräfte. Während die k.u.k. 1. und 4. Armee in den Schlachten von Kraśnik (23. bis 25. August) und Komarów (26. August bis 3. September) die russischen Truppen schlugen, besiegten zwei russische Armeen der Südwestfront die k.u.k. 3. Armee in der Schlacht an der Gnila Lipa (29. bis 30. August).

## Einnahme von Gródek

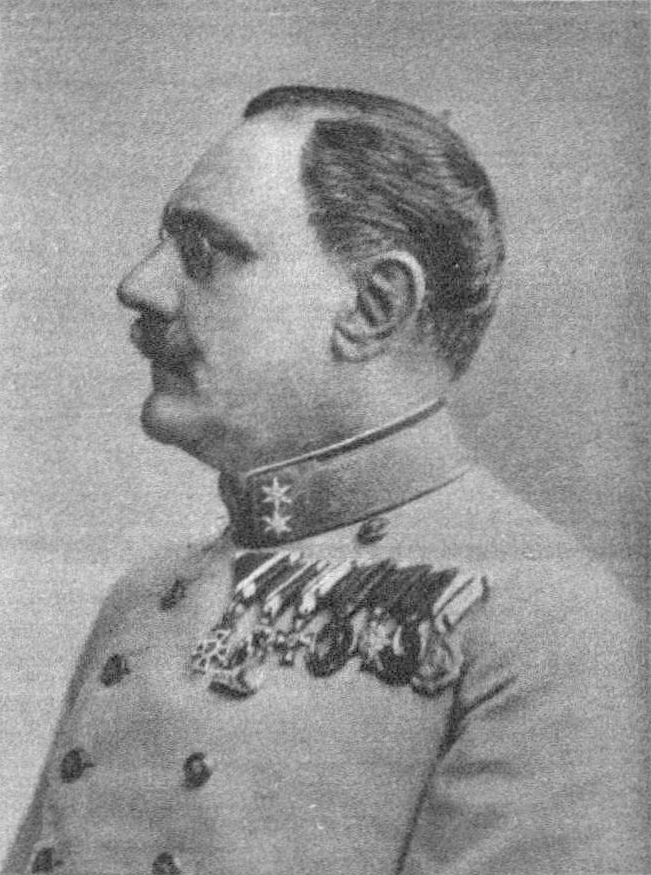
Emil Colerus von Geldern

Die österreichisch-ungarische Niederlage in der Schlacht an der Gnila Lipa veränderte die Lage an der Ostfront nachhaltig zugunsten der Russen, die daraufhin zur Offensive übergingen. Am 2. September musste die k.u.k. 3. Armee Lemberg aufgeben und sich auf eine neue Linie (Wereszyka–Jaworow–Gródeker Teiche) westlich der verlorenen Hauptstadt Galiziens zurückziehen.
In der darauffolgenden Phase der Schlacht von Lemberg (6. bis 11. September) unternahmen die österreichisch-ungarischen Truppen einen letztlich erfolglosen Versuch zur Rückeroberung der verlorenen Gebiete um Lemberg, während russische Einheiten die k.u.k. 3. Armee (General der Infanterie Svetozar Boroević) zwischen Janow und Gródek auf die dahinterliegende Wereszyka (ein nördlicher Nebenfluss des Dnister) zurückdrängten. Nach erbitterten Kämpfen eroberten die nach Westen vorstoßenden Russen am 7. September 1914 die Stadt Gródek selbst.
Einen Tag später versuchte das k.u.k. III. Korps (6. Infanterie-Truppendivision, 22. Landwehr-Infanterie-Truppendivision, 28. Infanterie-Truppendivision) unter FML Emil Colerus von Geldern erfolglos, die Stadt zurückzugewinnen. Die 6. I.T.D. (FML. Gelb von Siegesstern) rückte entlang der Chaussee und die 28. I.T.D. (FML. Králíček) entlang der Eisenbahnlinie vor, während die 22. Leichte Infanterie-Division (L.I.D.) als Reserve zurückbehalten wurde. Der Versuch, nachmittags bis zur Stadt vorzudringen, misslang jedoch. Rund um Gródek standen die Truppen des russischen VII. Armeekorps (General der Infanterie Eck – 13. und 34. Division) in vorbereiteten Stellungen, die frontal angegriffen werden mussten.
Zu den im Raum Gródek eingesetzten Kräften gehörten z. B. neben dem  Infanterieregiment Nr. 7 „Khevenhüller“ (Oberst Otto Koschatzky) auch das Infanterieregiment Nr. 27 „Belgier“ (Oberst Karl von Weber) und dessen Schwesternformation, das Infanterieregiment Nr. 47 „Beck-Rzikowsky“ (Oberst Richard Mayer), die am 8. und 9. September an der Schlacht teilnahmen, aber die Lage nicht mehr verändern konnten.

## Nachwirkungen
Nach dem Verlust der Stadt Gródek hielten die österreichisch-ungarischen Truppen den folgenden Angriffen der Russen zwischen Gródek und Komarno bis zum allgemeinen Rückzug am 11. September stand. Nachdem der am 8. September eingeleitete Angriff der k.u.k. 3. Armee an der mittleren Wereszyka bis zum 10. September zusammengebrochen und die gesamte österreichisch-ungarische Front in Galizien in Auflösung geraten war, erfolgte am 11. September der Rückzugsbefehl hinter den San. Mit dem Rückzug der österreichisch-ungarischen Streitkräfte aus dem größten Teil des Kronlandes ging die Schlacht in Galizien mit einer Niederlage für die Habsburgermonarchie zu Ende. Insgesamt wurden von den russischen Streitkräften bis zum 11. September 130.000 Gefangene gemacht, zudem konnten sie den Verlauf der Ostfront um rund 160 km nach Westen bis zum San vorschieben. Um diesen Vormarsch zu behindern, griff das k.u.k Militär zur Strategie der verbrannten Erde, vernichtete auf ihrem Rückzug systematisch ganze Dörfer und vertrieb deren Bevölkerung, was eine enorme Flüchtlingswelle zur Folge hatte.
Nach der Gegenoffensive der Mittelmächte (d. h. des Deutschen Kaiserreichs und Österreich-Ungarns) in der Schlacht von Gorlice-Tarnów Anfang Mai 1915 verlief die Front im Juni 1915 entlang des Dnister und der Wereszyka. Am 17. Juni 1915 begann zwischen Gródek und Magierów eine Durchbruchsoffensive des deutschen Heeres unter Generaloberst August von Mackensen, die zu einer erneuten Schlacht bei Gródek führte und die russischen Truppen am 20. Juni zum Rückzug aus diesem Frontabschnitt veranlasste, wodurch die Voraussetzungen für die Rückeroberung von Lemberg durch die k.u.k. 2. Armee zwei Tage später geschaffen werden konnten.

## Rezeption

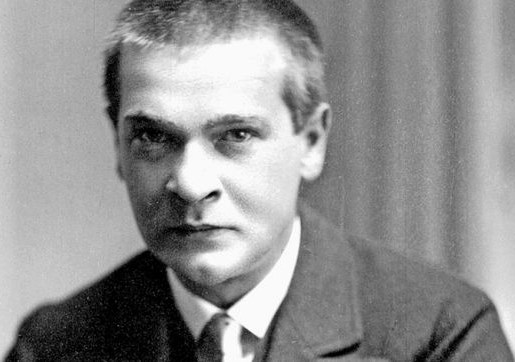
Georg Trakl (1887–1914)

Der österreichische Dichter Georg Trakl verarbeitete seine Erlebnisse während der Schlacht von Gródek in dem Gedicht Grodek. Er erlebte die Kämpfe um die Stadt Anfang September 1914 als Sanitätsleutnant in einem Feldlazarett mit, das später in der Presse als eine der „Todesgruben von Galizien“ bezeichnet wurde. Dabei hatte er fast einhundert Schwerverwundete unter schlechten Bedingungen allein zu versorgen. Zwei Tage und zwei Nächte arbeitete er in dem Lazarett, was ihn in Verzweiflung stürzte. Er wurde schließlich zur Beobachtung seines Geisteszustandes in ein Krakauer Militärhospital eingewiesen, wo er am 3. November 1914 einer Herzlähmung in Verbindung mit einer Überdosis Kokain erlag. Grodek ist wohl Trakls letztes Gedicht und wurde kurz nach seinem Tod in der Zeitschrift Der Brenner veröffentlicht.